# Hamilcoa zenkeri
Hamilcoa es un género monotípico de plantas con flores perteneciente a la familia Euphorbiaceae. Su única especie: Hamilcoa zenkeri es originaria de Nigeria a Camerún

## Descripción
Es un arbusto, trepador, con tallos alcanzan un tamaño de 6 a 8 m de altura. Las hojas casi sésiles o largo pecioladas en la misma rama, ovado-oblongas, acuminadas, base cuneada, margen serrado, delgadamente coriáceas, un poco brillando por encima, glabras en ambas superficies; nervios secundarios en 8-10 pares. Las inflorescencia en racimos axilares, con 6-8-flores. El fruto en cápsula de 3 celdas. Semilla grande globosa, con testa lisa, con manchas externamente, esponjosa; embriones muy pequeños, los cotiledones grandes y planos.

## Taxonomía
Hamilcoa zenkeri fue descrita por (Pax) Prain y publicado en Bulletin of Miscellaneous Information Kew 1912: 107. 1912.
Sinonimia
- Plukenetia zenkeri Pax[6]